# دفتر ملی پژوهش اقتصادی
دفتر ملی پژوهش اقتصادی (انگلیسی: National Bureau of Economic Research) یک سازمان پژوهشی خصوصی غیرانتفاعی آمریکایی است که «متعهد به انجام و انتشار پژوهش اقتصادی غیرجانبدار در بین سیاستگزاران عمومی، فعالین کسب و کار، و جامعهٔ دانشگاهی» است. این سازمان به خاطر ارائهٔ تاریخ شروع و پایان بحران‌های اقتصادی در آمریکا معروف است.
این سازمان بزرگترین سازمان پژوهش اقتصادی در آمریکاست. بسیاری از برندگان آمریکایی جایزه نوبل اقتصاد از همکاران دفتر بوده‌اند. بسیاری از رؤسای هیئت مدیرهٔ شورای مشاورین اقتصادی از جمله مارتین فلدستاین، رئیس سابق دفتر و استاد هاروارد، از همکاران دفتر بوده‌اند.
رئیس و مدیر عامل فعلی دفتر جیمز ام. پوتربا از مؤسسه فناوری ماساچوست است.

## اعضای سرشناس

### برندگان جایزه نوبل اقتصاد
| - کریستوفر ای. سیمز ۲۰۱۱ - توماس جی. سارجنت ۲۰۱۱ - پیتر دیاموند ۲۰۱۰ - دیل تی. مورتنسن ۲۰۱۰ - پل کروگمن ۲۰۰۸ - ادوارد پرسکات ۲۰۰۴ - فین کیدلند ۲۰۰۴ - رابرت انگل ۲۰۰۳ | - جوزف استیگلیتز ۲۰۰۱ - جرج اکرلوف ۲۰۰۱ - جیمز ژوزف هکمن ۲۰۰۰ - دانیل مکفادین ۲۰۰۰ - روبرت مرتون ۱۹۹۷ | - مایرون اسکولز ۱۹۹۷ - روبرت امرسون لوکاس ۱۹۹۵ - رابرت فوگل ۱۹۹۳ - گری بکر ۱۹۹۲ | - جرج استیگلر ۱۹۸۲ - تئودور شولتز ۱۹۷۹ - میلتون فریدمن ۱۹۷۶ - واسیلی لئونتیف ۱۹۷۳ - سیمون کوزنتس ۱۹۷۱ |